# Föreningen Original-Träsnitt
Föreningen Original-Träsnitt (F.O.T.) grundades 1912 i Stockholm av nio svenska konstnärer med särskilt intresse för träsnittstekniken som konstform. Föreningen existerade fram till 1947 då föreningen uppgick i Grafiska Sällskapet. Föreningen verkade bl.a. genom aktivt deltagande i och arrangemang av utställningar i Sverige och utomlands och genom utgivning av publikationer. 

## Föreningens bildande och medlemmar
Initiativtagare till föreningsbildningen var Carl O. Petersen, Artur Sahlén och Harriet Sundström som i ett upprop 1912 till sina kollegor formulerade att föreningens syfte skulle vara att: "(...) häfda Originalträsnittets tusenåriga anor och skydda det mot efterapning och imitation med särskildt framhållande av medlemmarnas skyldighet att å Föreningens utställningar endast utställa 'originalträsnitt', d.v.s. att konstnären själv tecknat, skurit och hälst även tryckt detsamma." Uppropet hörsammades av konstnärskollegorna Sigge Bergström, Anna Sahlström, Siri Magnus (-Lagercrantz), Elsa Nordström (-Toffoli), Elsa Björkman (-Goldschmidt) och Hjalmar Strååt som tillsammans med de tre initiativtagarna grundade föreningen. Någon ordförande utsågs inte vid det konstituerande mötet som hölls i Stockholm, men genom åren fungerade Artur Sahlén och Harriet Sundström som sekreterare och sammankallande. Enligt stadgarna skulle föreningen ha högst 25 medlemmar och totalt genom åren hade föreningen 27 medlemmar från olika delar av Sverige, varav många var kvinnor. Nya medlemmar som tillkom och deltog i föreningens verksamhet under de följande årtiondena var bl.a. Gerda Nordling, Carl Palme, Elvi Tondén, Ragnhild Nordensten, Hugo Gehlin, Annie Bergman, Jerk Werkmäster, Ruben Eldh, Pär Siegård, Waldemar Bernhard, Edith Fischerström och Harry Harryan.
Föreningen Original-Träsnitt verkade inom den framväxande europeiska rörelsen för originalgrafik där träsnittet lanserades som en egen konstform med hänvisning till att man gjorde originalgrafik. Tidigare hade träsnittstekniken framför allt använts för reproduktion av andras bilder för illustrationer i tidningar och böcker, men fotografiet hade hade nu tagit över den rollen. Flera av medlemmarna, t.ex. Carl Palme och Elsa Nordström, var influerade av de japansk Ukiyo-e träsnitten. Föreningens tillkomst sammanföll också med introduktionen av de modernistiska konstriktningarna. Konstvetaren Margareta Wallin Wictorin framhåller i sin doktorsavhandling (2004) att många av föreningens medlemmar använde tidiga modernistiska formspråk i sina träsnitt.  

## Utställningsverksamhet
Föreningen kom under en lång rad år att medverka i olika utställningar såväl i Sverige som internationellt och på så sätt sprida sina medlemmars konstverk ut i världen. Redan 1913, året efter bildandet, deltog föreningen vid Internationella konstutställningen i München och Grafiska Sällskapets vårsalong i Stockholm. 1914 arrangerade föreningen sin första egna utställning, den i dagspressen uppmärksammade Internationella träsnittsutställningen i Stockholm för vilken Anders Zorn ställde upp som ekonomisk garant. Flera av föreningens egna medlemmar, bl.a. Harriet Sundström, Artur Sahlén och Hjalmar Strååt, visade där upp träsnitt i färg. Bland de internationella utställarna fanns flera tidiga modernister med anknytning till den tyska expressionistiska konsttidskriften Der Sturm. Exempelvis fanns namn som Vasilij Kandinskij, Franz Marc, Max Pechstein och Erich Heckel med bland utställarna. Utställningen blev framgångrik såväl eknonomiskt som publikmässigt och uppmärksammades i den svenska dagspressen, som dock verkar ha förhållit sig avvaktande till de tyska expressionisternas bidrag vilka uppfattades som ultramodernistiska.

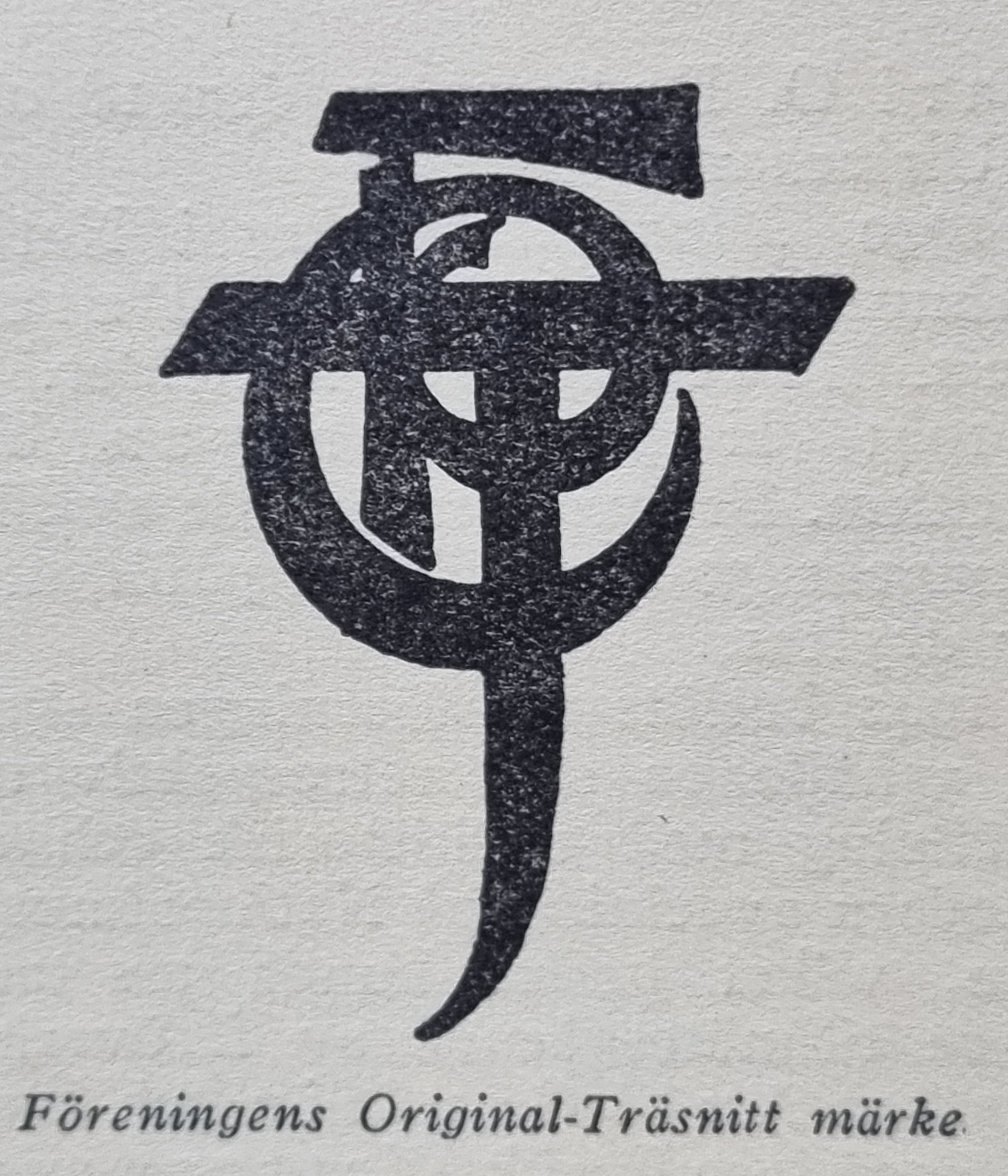
Emblem för Föreningen Original-Träsnitt. Källa: Konstvärlden 1943:(3);1-2, sid. 53

Samma år, 1914, deltog föreningen i Baltiska utställningen i Malmö och de följande åren ställde man ut på bl.a. Röhska museet i Göteborg, Kunstindustrimuseerna i Köpenhamn och Oslo, Exposition Internationale i Genève (1920), Second International Print Makers i Los Angeles (1921), Société de la gravure sur bois originale i Paris (1922), Victoria and Albert Museum och British Museum i London samt Albertina i Wien (1923) med påföljande konstinköp av träsnitt från de svenska konstnärerna till de tre sistnämnda museernas samlingar. Föreningen fortsatte under det följande årtiondena att ställa ut på olika platser i Sverige och delta i internationella utställningar, bl.a. i Rom, Florens, Köpenhamn, Oslo, Paris, Zürch, Wien, Warszawa, London, Helsingfors, Chicago och Philadelphia.
Föreningens medlemmar deltog även i den uppmärksammade utställningen Swedish Contemporary Decorative Arts på Metropolitan Museum of Art i New York 1927. Utställningen var, åtminstone enligt dåtidens uppfattning, den dittills mest betydande utställningen av svensk design, där bland annat Simon Gates och Edward Halds konstglas från Orrefors visades upp tillsammans med möbler av Carl Malmsten och Carl Hörvik under närvaro av prins Wilhelm och med prins Eugen som arrangörskommitténs hedersordförande samt dåvarande kronprinsen, sedermera kung Gustav VI Adolf som utställningens höge beskyddare. 1928 inbjöds föreningen att anordna en egen utställning i Bryssel med dåvarande kronprinsessan Astrid av Belgien som invigningsförrättare. 
Efter andra världskrigets utbrott 1939 ställdes planerade internationella utställningar in och de följande åren avled flera av de tidiga medlemmarna, bl.a. Carl O. Petersen, med konsekvensen att föreningens aktiviteter avtog. Med anledning av föreningens trettioårsjubileum 1942 arrangerades en stor retrospektiv jubileumsutställning på Nationalmuseeum i Stockholm som följande år även visades i Göteborg. 1945 avled Artur Sahlén som var en av föreningens initiativtagare och drivande krafter och 1947 beslutade de kvarvarande medlemmarna att avveckla verksamheten och låta föreningen uppgå i Grafiska Sällskapet.
Föreningens efterlämnade arkiv och dess mångåriga sekreterare Harriet Sundströms personliga handlingar ingår i Grafiska Sällskapets arkiv, Riksarkivet.

## Publikationer
Bland föreningens utgivna publikationer finns "Wis-bok" från 1915, rikt illustrerad med bilder och ornament skurna i träsnitt, och planschverket "Träsnitt ur svenska kistebref från 1700- och början af 1800-talen" som utkom 1916 i endast 200 exemplar och innehöll delvis kolorerade träsnitt.